# Amy Koopmanschap
A.E. (Amy) Koopmanschap (Hilversum, 17 maart 1952) is een Nederlands GroenLinks-politicus. Van 2003 tot mei 2015 was zij burgemeester van de gemeente Diemen.
Tussen 1974 en 1980 was Koopmanschap verpleegkundige. Daar werd zij politiek gevormd: ze zette zich in voor de belangen van verpleegkundigen en werd lid van de CPN. Voor de CPN was ze lange tijd op het wijk-niveau actief. Zij werd lid van het Amsterdamse en het landelijke actiecomité Gezondheidszorg en organiseerde mee aan landelijke demonstraties van verpleegkundigen. Tussen 1981 en 1988 studeerde ze bestuurskunde.
In 1987 werd ze raadslid in de Amsterdamse deelgemeente De Pijp, eerst voor het Links Akkoord (een samenwerkingsverband van CPN, PSP en PPR), later voor GroenLinks. Tussen 1990 en 1997 zat ze in het stadsdeelbestuur van De Pijp, eerst als stadsdeelvoorzitter, later als stadsdeelwethouder.  Tussen 1997 en 2003 was ze burgemeester van Zoeterwoude. In 2003 werd ze benoemd als burgemeester van Diemen. Per 19 mei 2015 is zij opgevolgd door Erik Boog. Omdat haar ontslag per 1 maart 2015 al was verleend, bleef ze tijdelijk als waarnemend burgemeester aan. Van september 2015 tot april 2016 was zij waarnemend burgemeester van Velsen.